# Lilltjärnen (Lycksele socken, Lappland, 719965-165614)
Lilltjärnen är en sjö i Lycksele kommun i Lappland och ingår i Umeälvens huvudavrinningsområde.